# UCI ProTour 2010
Navigation
saison précédente saison suivante
L'UCI ProTour 2010 est la sixième édition de l'UCI ProTour.
Les épreuves UCI ProTour forment l’une des deux classes constitutives du Calendrier mondial UCI. La deuxième est composée par les courses historiques. On retrouve au sein de la classe UCI ProTour aussi bien des épreuves émergentes que des courses plus traditionnelles. 
Plutôt que d'un classement basé uniquement sur le ProTour, l'UCI a conçu un calendrier mondial, sur lequel 10 autres courses sont ajoutées. Cette édition ne possèdera donc pas de classement propre, mais ses courses sont incluses dans le Calendrier mondial UCI 2010. 
L'UCI a annoncé le 18 juin 2009 qu'il y aurait deux nouvelles courses au Canada en 2010, le 10 septembre à Québec et le 12 septembre à Montréal. Le Tour de Catalogne  et Gand-Wevelgem sont déplacés en mars, tandis que le Tour de Californie a officiellement demandé une licence ProTour pour 2011.

## Équipes
| UCI ProTeams en 2010 | UCI ProTeams en 2010 | UCI ProTeams en 2010 |
| Nom de l'équipe      | Pays                 | Code                 |
| -------------------- | -------------------- | -------------------- |
| AG2R La Mondiale     | France               | ALM                  |
| Astana               | Kazakhstan           | AST                  |
| Caisse d'Épargne     | Espagne              | GCE                  |
| Euskaltel-Euskadi    | Espagne              | EUS                  |
| FDJ                  | France               | FDJ                  |
| Footon-Servetto      | Espagne              | FOT                  |
| Garmin-Transitions   | États-Unis           | GRM                  |
| HTC-Columbia         | États-Unis           | THR                  |
| Katusha              | Russie               | KAT                  |
| Lampre-Farnese Vini  | Italie               | LAM                  |
| Liquigas-Doimo       | Italie               | LIQ                  |
| Milram               | Allemagne            | MRM                  |
| Omega Pharma-Lotto   | Belgique             | OLO                  |
| Quick Step           | Belgique             | QST                  |
| Rabobank             | Pays-Bas             | RAB                  |
| RadioShack           | États-Unis           | RSH                  |
| Saxo Bank            | Danemark             | SAX                  |
| Sky                  | Royaume-Uni          | SKY                  |

### Wild card
C'est une demande des équipes continentale pour participer à une course pro tour. Les équipes pro tour, elles ne les utilisent pas car elles sont déjà invitées.

## Calendrier
| Date           | Nom de l'épreuve                | Pays                 | Vainqueur                               | Leader du Classement mondial |
| -------------- | ------------------------------- | -------------------- | --------------------------------------- | ---------------------------- |
| 19-24 janvier  | Tour Down Under                 | Australie            | André Greipel (HTC-Columbia)            | André Greipel                |
| 22-28 mars     | Tour de Catalogne               | Espagne              | Joaquim Rodríguez (Katusha)             | Luis León Sánchez            |
| 28 mars        | Gand-Wevelgem                   | Belgique             | Bernhard Eisel (HTC-Columbia)           | Luis León Sánchez            |
| 4 avril        | Tour des Flandres               | Belgique             | Fabian Cancellara (Saxo Bank)           | Luis León Sánchez            |
| 5-10 avril     | Tour du Pays basque             | Espagne              | Christopher Horner (RadioShack)         | Luis León Sánchez            |
| 18 avril       | Amstel Gold Race                | Pays-Bas             | Philippe Gilbert (Omega Pharma-Lotto)   | Luis León Sánchez            |
| 27 avril-2 mai | Tour de Romandie                | Suisse               | Simon Špilak (Lampre-Farnese Vini)      | Philippe Gilbert             |
| 6-13 juin      | Critérium du Dauphiné           | France               | Janez Brajkovič (RadioShack)            | Cadel Evans                  |
| 12-20 juin     | Tour de Suisse                  | Suisse               | Fränk Schleck (Saxo Bank)               | Cadel Evans                  |
| 31 juillet     | Classique de Saint-Sébastien    | Espagne              | Luis León Sánchez (Caisse d'Épargne)    | Alberto Contador             |
| 1er-7 août     | Tour de Pologne                 | Pologne              | Daniel Martin (Garmin-Transitions)      | Alberto Contador             |
| 15 août        | Vattenfall Cyclassics           | Allemagne            | Tyler Farrar (Garmin-Transitions)       | Alberto Contador             |
| 22 août        | GP Ouest-France de Plouay       | France               | Matthew Goss (HTC-Columbia)             | Alberto Contador             |
| 17-24 août     | Eneco Tour                      | Belgique et Pays-Bas | Tony Martin (HTC-Columbia)              | Alberto Contador             |
| 10 septembre   | Grand Prix cycliste de Québec   | Canada               | Thomas Voeckler (BBox Bouygues Telecom) | Alberto Contador             |
| 12 septembre   | Grand Prix cycliste de Montréal | Canada               | Robert Gesink (Rabobank)                | Alberto Contador             |